# Асямолова
Асямо́лова (рос. Асямолова) — присілок у складі Каргапольського району Курганської області, Росія. Входить до складу Чашинської сільської ради.
Населення — 121 особа (2010, 137 у 2002).
Національний склад населення станом на 2002 рік: росіяни — 95 %.